# Krwiak opłucnej
Krwiak opłucnej – powstaje w wyniku uszkodzenia naczyń międzyżebrowych lub miąższu płuca przez złamany fragment żebra lub też w wyniku uszkodzenia przez uraz otwarty (ranę) klatki piersiowej. W każdym przypadku konieczne jest wykonanie zdjęcia RTG w pozycji siedzącej chorego, a jedynym sposobem leczenia jest wprowadzenie drenu i odsysanie krwiaka.
Ponieważ jama opłucnej może pomieścić dużą ilość krwi (30%-40% objętości krwi krążącej) to masywny krwiak opłucnej zdarza się po urazowym uszkodzeniu serca lub dużych naczyń.

## Objawy
- choroba ma przebieg ostry czyli charakteryzuje się szybkim i gwałtownym przebiegiem
- ból w klatce piersiowej
- duszność
- częstoskurcz
- uczucie osłabienia

## Przyczyny
- uraz tępy lub uraz drążący klatki piersiowej
- choroby przebiegające z obniżoną krzepliwością krwi (np. hemofilia)

## Leczenie
- drenaż jamy opłucnowej
- przy masywnych krwawieniach – torakotomia z ewakuacją krwi oraz zapewnienie miejscowej hemostazy